# Enyalius bibronii
Enyalius bibronii är en ödleart som beskrevs av  George Albert Boulenger 1885. Enyalius bibronii ingår i släktet Enyalius och familjen Polychrotidae. IUCN kategoriserar arten globalt som livskraftig. Inga underarter finns listade i Catalogue of Life.